# Kåre Ingebrigtsen
Pour les articles homonymes, voir Ingebrigtsen.
Kåre Ingebrigtsen (né le 11 novembre 1965 à Trondheim, en Norvège) est un footballeur norvégien, qui évoluait au poste de milieu de terrain à Rosenborg BK et en équipe de Norvège. Depuis 2006, il exerce en tant qu'entraîneur.
Ingebrigtsen a marqué un but lors de ses vingt-trois sélections avec l'équipe de Norvège entre 1990 et 1995.

## Biographie
Ingebrigtsen a inscrit un but lors de ses vingt-trois sélections avec l'équipe de Norvège entre 1990 et 1995. 

## Palmarès joueur

### En équipe nationale
- 23 sélections et 1 but avec l'équipe de Norvège entre 1990 et 1995.

### Avec Rosenborg BK
- Vainqueur du Championnat de Norvège de football en 1985, 1988, 1990, 1992, 1993, 1996, 1997 et 1998.
- Vainqueur de la Coupe de Norvège de football en 1988, 1990 et 1992.

## Palmarès d'entraineur
- Championnat de Norvège : 2015 et 2016